# Mesa (logiciel)
Pour les articles homonymes, voir Mesa.
Mesa est un tableur simple pour Mac OS X originaire de NeXTSTEP. Il offre les fonctions de base d'un tableur et la compatibilité avec Excel. Il ne supporte ni les macros ni ODBC.